# Боровский, Хенрик
Хенрик Боровский (пол. Henryk Borowski; 14 февраля 1910 — 13 ноября 1991) — польский актёр театра и кино.

## Биография
Хенрик Боровский родился 14 февраля 1910 года в Плоцке. Актёрство он учился в варшавских драматических мастерских. Наиболее долго работал в Современном театре в Варшаве, но в разных периодах работал в театрах в других городах (Вильнюс 1934–1937, Львов 1937–1938, Лодзь 1945–1949). Был преподавателем в Государственной высшей театральной школе в Варшаве. Выступал в телевидении, создал много ролей в представлениях «театра телевидения». Умер 13 ноября 1991 года в Варшаве.

## Избранная фильмография
- 1946 — Запрещённые песенки / Zakazane piosenki
- 1949 — За вами пойдут другие / Za wami pójdą inni
- 1949 — Настоящее лицо / Prawdziwe oblicze
- 1953 — Трудная любовь / Trudna miłość
- 1954 — Карточный домик / Domek z kart
- 1954 — Автобус отходит в 6.20 / Autobus odjeżdża 6:20
- 1958 — Король Матиуш I / Król Macius I
- 1960 — Крестоносцы / Krzyżacy — Зигфрид де Лёве
- 1966 — Мастер / Mistrz
- 1966–1968 — Клуб профессора Тутки / Klub profesora Tutki (телесериал)
- 1968 — Движущиеся пески / Ruchome piaski
- 1968 — Графиня Коссель / Hrabina Cosel
- 1971 — Нюрнбергский эпилог / Epilog norymberski — Иоахим фон Риббентроп
- 1972 — Свадьба / Wesele
- 1972 — Коперник / Kopernik
- 1972 — Капризы Лазаря / Kaprysy Łazarza
- 1975 — Ночи и дни / Noce i dnie
- 1985 — Боденское озеро / Jezioro Bodeńskie
- 1988 — Алхимик / Alchemik

## Признание
- 1953 — Государственная премия ПНР 3-й степени.
- 1955 — Медаль «10-летие Народной Польши».
- 1970 — Награда «Комитета в дела радио и телевидение».
- 1971 — Награда Министра культуры и искусства ПНР.
- 1973 — Офицерский крест Ордена Возрождения Польши.
- 1974 — Золотой Крест Заслуги.
- 1977 — Заслуженный деятель культуры Польши.
- 1980 — Награда председателя «Комитета в дела радио и телевидение».